# Praha-Holešovice
Gara Prague-Holešovice este o gară feroviară situată în orașul Praga, în districtul Capitala Praga.
Ea este conectată cu o stație a metroului din Praga (linia C a metroului din Praga).

## Serviciul de transport de călători

### Deservire
Această gară era destinată în principal trenurilor expres internaționale și trenurilor Pendolino. Se poate ajunge la Berlin, Dresda, Brno, Viena, Bratislava și Budapesta.
Trenuri regionale asigură deservirea în cadrul rețelei Esko Praga.

### Intermodalitate
Stația de metrou Nádraží Holešovice a fost deschisă în noiembrie 1984. Costul total al stației se ridică la 319 milioane de coroane.